# Llista d'asteroides/179301-179400
| Nom      | Designació provisional | Data de descobriment   | Lloc de descobriment | Descobridor/s                    |
| -------- | ---------------------- | ---------------------- | -------------------- | -------------------------------- |
| 179301 - | 2001 VF85              | 12 de novembre de 2001 | Socorro              | LINEAR                           |
| 179302 - | 2001 VO85              | 12 de novembre de 2001 | Socorro              | LINEAR                           |
| 179303 - | 2001 VF89              | 12 de novembre de 2001 | Socorro              | LINEAR                           |
| 179304 - | 2001 VW95              | 15 de novembre de 2001 | Socorro              | LINEAR                           |
| 179305 - | 2001 VS98              | 15 de novembre de 2001 | Socorro              | LINEAR                           |
| 179306 - | 2001 VA100             | 15 de novembre de 2001 | Socorro              | LINEAR                           |
| 179307 - | 2001 VV100             | 12 de novembre de 2001 | Socorro              | LINEAR                           |
| 179308 - | 2001 VE101             | 12 de novembre de 2001 | Socorro              | LINEAR                           |
| 179309 - | 2001 VF109             | 12 de novembre de 2001 | Socorro              | LINEAR                           |
| 179310 - | 2001 VN112             | 12 de novembre de 2001 | Socorro              | LINEAR                           |
| 179311 - | 2001 VL126             | 14 de novembre de 2001 | Kitt Peak            | Spacewatch                       |
| 179312 - | 2001 VM126             | 14 de novembre de 2001 | Kitt Peak            | Spacewatch                       |
| 179313 - | 2001 WY16              | 17 de novembre de 2001 | Socorro              | LINEAR                           |
| 179314 - | 2001 WR18              | 17 de novembre de 2001 | Socorro              | LINEAR                           |
| 179315 - | 2001 WX18              | 17 de novembre de 2001 | Socorro              | LINEAR                           |
| 179316 - | 2001 WD19              | 17 de novembre de 2001 | Socorro              | LINEAR                           |
| 179317 - | 2001 WJ21              | 18 de novembre de 2001 | Socorro              | LINEAR                           |
| 179318 - | 2001 WV23              | 17 de novembre de 2001 | Kitt Peak            | Spacewatch                       |
| 179319 - | 2001 WW23              | 17 de novembre de 2001 | Kitt Peak            | Spacewatch                       |
| 179320 - | 2001 WH30              | 17 de novembre de 2001 | Socorro              | LINEAR                           |
| 179321 - | 2001 WE34              | 17 de novembre de 2001 | Socorro              | LINEAR                           |
| 179322 - | 2001 WF44              | 18 de novembre de 2001 | Socorro              | LINEAR                           |
| 179323 - | 2001 WJ45              | 19 de novembre de 2001 | Socorro              | LINEAR                           |
| 179324 - | 2001 WS46              | 19 de novembre de 2001 | Socorro              | LINEAR                           |
| 179325 - | 2001 WU47              | 19 de novembre de 2001 | Anderson Mesa        | LONEOS                           |
| 179326 - | 2001 WX53              | 19 de novembre de 2001 | Socorro              | LINEAR                           |
| 179327 - | 2001 WY55              | 19 de novembre de 2001 | Socorro              | LINEAR                           |
| 179328 - | 2001 WU58              | 19 de novembre de 2001 | Socorro              | LINEAR                           |
| 179329 - | 2001 WZ59              | 19 de novembre de 2001 | Socorro              | LINEAR                           |
| 179330 - | 2001 WL67              | 20 de novembre de 2001 | Socorro              | LINEAR                           |
| 179331 - | 2001 WZ68              | 20 de novembre de 2001 | Socorro              | LINEAR                           |
| 179332 - | 2001 WZ96              | 18 de novembre de 2001 | Kitt Peak            | Spacewatch                       |
| 179333 - | 2001 XX8               | 9 de desembre de 2001  | Socorro              | LINEAR                           |
| 179334 - | 2001 XC13              | 9 de desembre de 2001  | Socorro              | LINEAR                           |
| 179335 - | 2001 XA19              | 9 de desembre de 2001  | Socorro              | LINEAR                           |
| 179336 - | 2001 XT21              | 9 de desembre de 2001  | Socorro              | LINEAR                           |
| 179337 - | 2001 XH36              | 9 de desembre de 2001  | Socorro              | LINEAR                           |
| 179338 - | 2001 XX45              | 9 de desembre de 2001  | Socorro              | LINEAR                           |
| 179339 - | 2001 XC61              | 10 de desembre de 2001 | Socorro              | LINEAR                           |
| 179340 - | 2001 XH64              | 11 de desembre de 2001 | Socorro              | LINEAR                           |
| 179341 - | 2001 XF77              | 11 de desembre de 2001 | Socorro              | LINEAR                           |
| 179342 - | 2001 XO89              | 10 de desembre de 2001 | Socorro              | LINEAR                           |
| 179343 - | 2001 XW90              | 10 de desembre de 2001 | Socorro              | LINEAR                           |
| 179344 - | 2001 XR96              | 10 de desembre de 2001 | Socorro              | LINEAR                           |
| 179345 - | 2001 XP107             | 10 de desembre de 2001 | Socorro              | LINEAR                           |
| 179346 - | 2001 XQ107             | 10 de desembre de 2001 | Socorro              | LINEAR                           |
| 179347 - | 2001 XV116             | 13 de desembre de 2001 | Socorro              | LINEAR                           |
| 179348 - | 2001 XV120             | 14 de desembre de 2001 | Socorro              | LINEAR                           |
| 179349 - | 2001 XW122             | 14 de desembre de 2001 | Socorro              | LINEAR                           |
| 179350 - | 2001 XG123             | 14 de desembre de 2001 | Socorro              | LINEAR                           |
| 179351 - | 2001 XE128             | 14 de desembre de 2001 | Socorro              | LINEAR                           |
| 179352 - | 2001 XA130             | 14 de desembre de 2001 | Socorro              | LINEAR                           |
| 179353 - | 2001 XG134             | 14 de desembre de 2001 | Socorro              | LINEAR                           |
| 179354 - | 2001 XJ135             | 14 de desembre de 2001 | Socorro              | LINEAR                           |
| 179355 - | 2001 XF138             | 14 de desembre de 2001 | Socorro              | LINEAR                           |
| 179356 - | 2001 XH147             | 14 de desembre de 2001 | Socorro              | LINEAR                           |
| 179357 - | 2001 XP154             | 14 de desembre de 2001 | Socorro              | LINEAR                           |
| 179358 - | 2001 XC160             | 14 de desembre de 2001 | Socorro              | LINEAR                           |
| 179359 - | 2001 XA179             | 14 de desembre de 2001 | Socorro              | LINEAR                           |
| 179360 - | 2001 XH187             | 14 de desembre de 2001 | Socorro              | LINEAR                           |
| 179361 - | 2001 XL192             | 14 de desembre de 2001 | Socorro              | LINEAR                           |
| 179362 - | 2001 XH196             | 14 de desembre de 2001 | Socorro              | LINEAR                           |
| 179363 - | 2001 XV201             | 14 de desembre de 2001 | Kitt Peak            | Spacewatch                       |
| 179364 - | 2001 XZ205             | 11 de desembre de 2001 | Socorro              | LINEAR                           |
| 179365 - | 2001 XZ206             | 11 de desembre de 2001 | Socorro              | LINEAR                           |
| 179366 - | 2001 XC214             | 11 de desembre de 2001 | Socorro              | LINEAR                           |
| 179367 - | 2001 XP217             | 14 de desembre de 2001 | Socorro              | LINEAR                           |
| 179368 - | 2001 XB220             | 15 de desembre de 2001 | Socorro              | LINEAR                           |
| 179369 - | 2001 XV225             | 15 de desembre de 2001 | Socorro              | LINEAR                           |
| 179370 - | 2001 XV226             | 15 de desembre de 2001 | Socorro              | LINEAR                           |
| 179371 - | 2001 XD230             | 15 de desembre de 2001 | Socorro              | LINEAR                           |
| 179372 - | 2001 XF232             | 15 de desembre de 2001 | Socorro              | LINEAR                           |
| 179373 - | 2001 XB234             | 15 de desembre de 2001 | Socorro              | LINEAR                           |
| 179374 - | 2001 XV234             | 15 de desembre de 2001 | Socorro              | LINEAR                           |
| 179375 - | 2001 XH235             | 15 de desembre de 2001 | Socorro              | LINEAR                           |
| 179376 - | 2001 XC236             | 15 de desembre de 2001 | Socorro              | LINEAR                           |
| 179377 - | 2001 XC240             | 15 de desembre de 2001 | Socorro              | LINEAR                           |
| 179378 - | 2001 XF245             | 15 de desembre de 2001 | Socorro              | LINEAR                           |
| 179379 - | 2001 XL249             | 13 de desembre de 2001 | Xinglong             | BAO Schmidt CCD Asteroid Program |
| 179380 - | 2001 XD257             | 7 de desembre de 2001  | Socorro              | LINEAR                           |
| 179381 - | 2001 XB258             | 7 de desembre de 2001  | Haleakala            | NEAT                             |
| 179382 - | 2001 YA5               | 23 de desembre de 2001 | Kingsnake            | J. V. McClusky                   |
| 179383 - | 2001 YU14              | 17 de desembre de 2001 | Socorro              | LINEAR                           |
| 179384 - | 2001 YY16              | 17 de desembre de 2001 | Socorro              | LINEAR                           |
| 179385 - | 2001 YO18              | 17 de desembre de 2001 | Socorro              | LINEAR                           |
| 179386 - | 2001 YY37              | 18 de desembre de 2001 | Socorro              | LINEAR                           |
| 179387 - | 2001 YO38              | 18 de desembre de 2001 | Socorro              | LINEAR                           |
| 179388 - | 2001 YK49              | 18 de desembre de 2001 | Socorro              | LINEAR                           |
| 179389 - | 2001 YP69              | 18 de desembre de 2001 | Socorro              | LINEAR                           |
| 179390 - | 2001 YA73              | 18 de desembre de 2001 | Socorro              | LINEAR                           |
| 179391 - | 2001 YC98              | 17 de desembre de 2001 | Socorro              | LINEAR                           |
| 179392 - | 2001 YQ108             | 18 de desembre de 2001 | Socorro              | LINEAR                           |
| 179393 - | 2001 YU108             | 18 de desembre de 2001 | Socorro              | LINEAR                           |
| 179394 - | 2001 YM114             | 19 de desembre de 2001 | Palomar              | NEAT                             |
| 179395 - | 2001 YX114             | 17 de desembre de 2001 | Socorro              | LINEAR                           |
| 179396 - | 2001 YF116             | 17 de desembre de 2001 | Socorro              | LINEAR                           |
| 179397 - | 2001 YW116             | 18 de desembre de 2001 | Socorro              | LINEAR                           |
| 179398 - | 2001 YH121             | 17 de desembre de 2001 | Socorro              | LINEAR                           |
| 179399 - | 2001 YS121             | 17 de desembre de 2001 | Socorro              | LINEAR                           |
| 179400 - | 2001 YN131             | 18 de desembre de 2001 | Socorro              | LINEAR                           |